# Freikorps Oberland

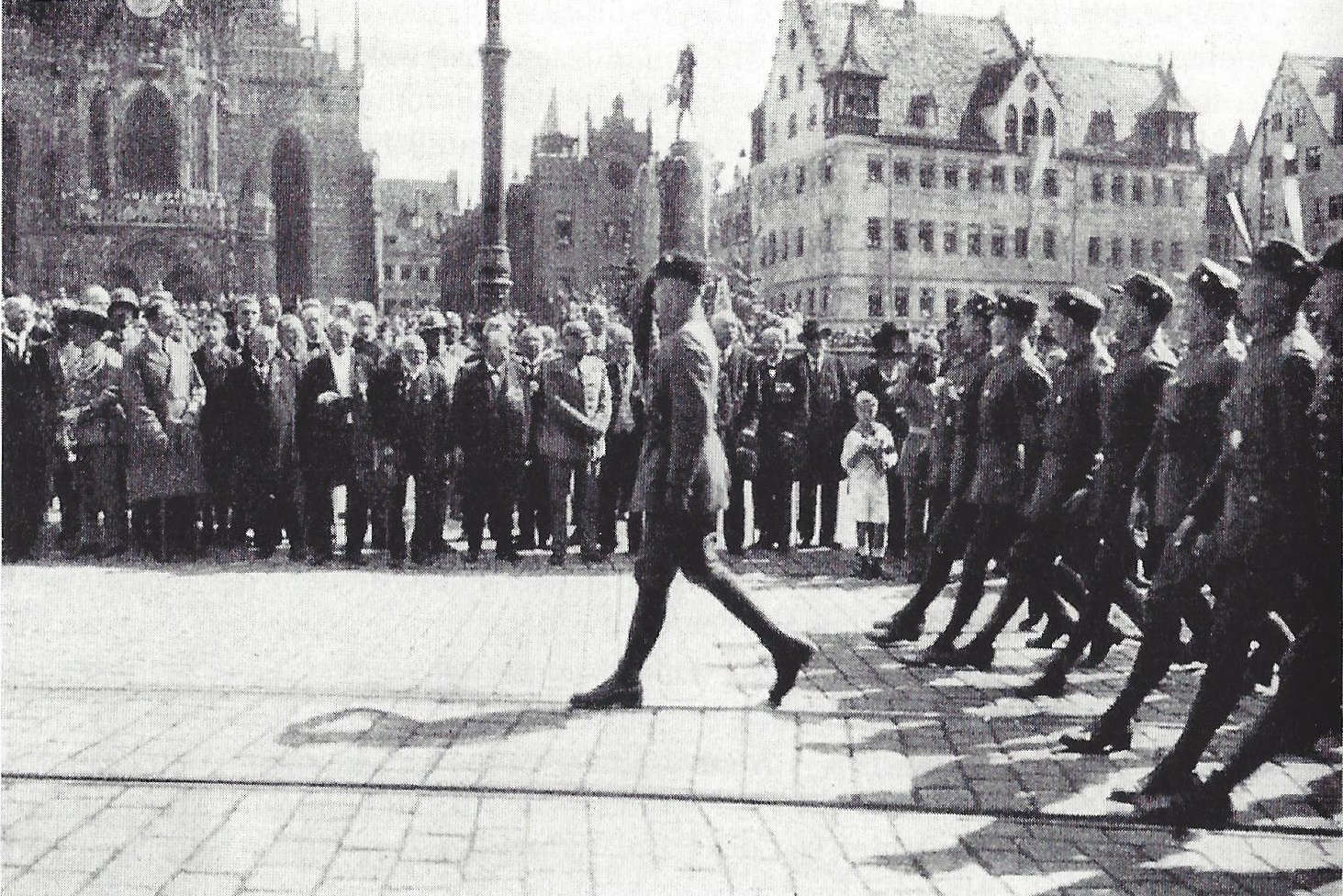
Erlanger Studenten im Bund Oberland (Nürnberg 1923)

Das Freikorps Oberland war ein freiwilliger Wehrverband (Freikorps), der nach dem Ende des Ersten Weltkriegs 1918 und nach der Novemberrevolution  in der Anfangsphase der Weimarer Republik neben anderen freiwilligen Wehrverbänden und
neben der Schwarzen Reichswehr bestand. Daraus ging der Bund Oberland hervor, aus dessen Mitgliedern sich ab 1921 der Kern der Sturmabteilung (SA) in Bayern rekrutierte.

## Historie

### Gründung als Freikorps
Das Freikorps wurde im April 1919 durch Albert von Beckh in Ingolstadt und Eichstätt gegründet und stand der rechtsextremen Thule-Gesellschaft nahe. Die vor der Münchner Räterepublik nach Bamberg geflohene Regierung des sozialdemokratischen Ministerpräsidenten Johannes Hoffmann hatte zuvor die Werbung für Zeitfreiwilligenverbände freigegeben. Die militärische Führung übernahm ebenfalls Major Albert Ritter von Beckh. Da die Freiwilligen der ersten Einheiten überwiegend aus dem bayerischen Oberland stammten, wurden der Name und das Symbol des Edelweiß gewählt. Direkter Vorläufer war der innerhalb der Thule-Gesellschaft bestehende und von Rudolf von Sebottendorf gegründete, „Kampfbund“, der ebenfalls gegen die Räteregierung gerichtet war.
Eingesetzt wurde das Freikorps im Mai 1919 bei den Kämpfen gegen die Münchner Räterepublik. Teile des Freikorps wurden anschließend mit Teilen des Freikorps Epp in die Reichswehrbrigade 21 übernommen und 1920 als geschlossener Verband während des Ruhraufstands eingesetzt. Das Freikorps selbst wurde am 21. Oktober 1919 formell aufgelöst. Deren Angehörige traten aber geschlossen als Zeitfreiwilligenbataillon in die Organisation Escherich ein. Bei der Niederschlagung der Aufstände in Oberschlesien 1921 war das Freikorps deshalb schnell einsatzbereit und maßgeblich an der Erstürmung des St. Annabergs in Oberschlesien beteiligt. In Oberschlesien unterhielt das Freikorps eine Nachrichtenzentrale, die ein Mordkommando bildete und vermutlich Fememorde und Entführungen in Auftrag gab. Zwischen den verschiedenen Organisationen des rechtsextremen Milieus in Bayern bestanden enge Verbindungen. Die Mörder des Politikers Matthias Erzberger etwa, Heinrich Tillessen und Heinrich Schulz, gehörten nicht nur der Organisation Consul, sondern auch der „Arbeitsgemeinschaft Oberland“ an. Es gibt Hinweise, die Angehörige von Oberland mit dem Mord an dem USPD-Politiker Karl Gareis in Verbindung bringen.

### Umgründung in einen eingetragenen Verein und Verbot nach Teilnahme am Hitlerputsch 1923
Als im November 1921 die Freikorps aufgelöst wurden, bezeichnete sich die Organisation im November 1921 als Bund Oberland e. V. und wurde im Dezember 1921 ins Vereinsregister eingetragen. Das offizielle Programm postulierte als Grundgedanken den Kampf gegen den Versailler Vertrag, die unbedingte Reichstreue und die Versöhnung aller Klassen und Schichten. Tatsächlich konzentrierte sich der Bund jedoch auf seine geheime Wehrarbeit. Im Sommer 1922 kam es über die Frage, ob der Bund Oberland in den Bund Bayern und Reich integriert werden sollte, zur Spaltung des Bundes. Der bürgerliche, eher föderalistisch eingestellte Flügel bildete den Bund Treu Oberland, den späteren Blücherbund. Der soldatische Flügel konstituierte sich unter der Führung des Tierarztes Friedrich Weber neu.
Hatte der Bund Oberland 1922 offiziell nur wenige hundert Mitglieder, waren es bis November 1923 allein in Bayern etwa 2000. Dazu gehörten viele Studenten, Angehörige freier Berufe und Angestellte, aber auch einige Arbeiter. Die militärischen Führer waren überwiegend junge ehemalige Offiziere, die inzwischen studierten. Die meisten Mitglieder waren zwischen 20 und 30 Jahre alt und kriegserfahren, entweder als Weltkriegsteilnehmer oder als Teilnehmer an den Kämpfen in Bayern, im Ruhrgebiet und in Oberschlesien. Der Bund konnte auf reichlich Waffen zurückgreifen, angeblich auch schwere Waffen. Jedoch wurden viele Waffen des Bundes durch die Reichswehr gelagert und gepflegt. Gefördert wurde der Bund vermutlich von Webers Schwiegervater, dem völkischen Verleger Julius Friedrich Lehmann. Die Zeitschrift des Bundes Oberland Das Dritte Reich wurde in der Neustädter Druckerei Ph.C.W. Schmidt gedruckt.
Unter Webers Führung näherte sich der Bund Oberland zunehmend den radikalen Kräften unter Adolf Hitler und Ernst Röhm an. Gemeinsam mit dem Wehrverband Reichsflagge und der SA bildete der Bund im Januar 1923 die Arbeitsgemeinschaft vaterländischer Kampfverbände. Im September 1923 schloss man sich gemeinsam mit der NSDAP und verschiedenen weiteren nationalistischen Organisationen im Deutschen Kampfbund zusammen, der sich am 25. September 1923 unter die Führung von Adolf Hitler stellte.
Am 8. November 1923 mobilisierte der Bund zahlreiche Mitglieder und nahm aktiv am Hitlerputsch teil. Mitglieder des Bundes unter Ludwig Oestreicher nahmen jüdische Geiseln. Weber nahm am Marsch auf die Feldherrnhalle teil.
Wegen der Beteiligung an dem Umsturzversuch wurde der Bund Oberland e. V. zunächst in Bayern und später Ende 1923 auch in ganz Deutschland verboten. Durch Verordnung des bayerischen Generalstaatskommissars Gustav Ritter von Kahr wurde der Bund Oberland e. V. am 9. November 1923 aufgelöst. Weber wurde noch am gleichen Tag inhaftiert, später im Hitler-Prozess angeklagt und zu fünf Jahren Festungshaft verurteilt. Getarnte Auffangorganisationen sollten die offizielle Auflösung umgehen. Allerdings waren extremistische Kräfte des ehemaligen Vereins weiterhin verdeckt so gut vernetzt, um in Verbund mit der rechtsextremen Terrororganisation Organisation Consul am 9. Januar 1924 in der französisch besetzen Pfalz den Separatistenführer Franz Josef Heinz zu ermorden.

### Neugründung 1925
Nach Aufhebung des reichsweiten Verbots wurde der Bund im Februar 1925 wieder gegründet. Bereits 1930 kam es zu Differenzen innerhalb des Bundes, da die relativ starke österreichische Fraktion den austrofaschistischen Heimwehrführer Ernst Rüdiger Starhemberg zum Bundesführer wählte. Dies veranlasste über drei Viertel der reichsdeutschen Gruppen, den Bund Oberland zu verlassen. Auch die Nationalrevolutionäre unter Führung von Gustav Sondermann, Drexel und Tröger traten geschlossen aus, unterstellten sich als „Oberlandkameradschaft“ geschlossen dem Nationalbolschewisten Ernst Niekisch und wandten sich gegen die dem Nationalsozialismus zugeneigte Gruppe um Friedrich Weber.
Der ehemalige Stabschef des Freikorps und Planer des Sturms auf den Annaberg Josef Römer trat zum kommunistischen „Scheringerkreis“ über und wurde zum mit diktatorischen Vollmachten ausgestatteten Führer einer bereits 1920 gegründeten Geheimorganisation namens „Bund Oberland“. 1939/40 baute Römer mit alten Freikorpskameraden und ehemaligen Mitarbeitern des „Aufbruch-Arbeits-Kreises“ Widerstandsgruppen in München und Berlin auf. Mit seinen Leuten verbreitete er Flugblätter, die das Volk zum Aufstand gegen Adolf Hitler aufriefen, bis er 1942 verhaftet und 1944 hingerichtet wurde.

## Nachkriegszeit bis 21. Jahrhundert
Die alten Freikorpskämpfer sammelten sich nach 1945 um Ernst Horadam und begründeten 1951 die bis heute  bestehende Traditionsgemeinschaft Kameradschaft Freikorps und Bund Oberland.
Einige Autoren sehen sie als rechtsextreme Vereinigung. In Schliersee fand bis einschließlich 2006 jährlich im Rahmen eines Gottesdienstes ein Totengedenken für die Gefallenen des Freikorps von 1921 statt. Nach Aussagen des Vorstandes der Landsmannschaft der Oberschlesier ist die Veranstaltung in der Vergangenheit regelmäßig vom Landesamt für Verfassungsschutz Bayern beobachtet worden. Es erfolgte jedoch weder eine Aufnahme in den Bundes- noch in den Landesverfassungsschutzbericht, da nach Aussagen des Pressesprechers des Bayerischen Landesamtes für Verfassungsschutz gegenüber dem BR-Magazin „Der Zeitspiegel“ am 16. Mai 2007 weder die Veranstaltung noch der Traditionsverband „Kameradschaft Freikorps und Bund Oberland“ Beobachtungsobjekt seien. Zu den regelmäßig an der Veranstaltung teilnehmenden Organisationen gehörten die Landsmannschaft Schlesien, die Landsmannschaft der Oberschlesier und die Junge Landsmannschaft Ostdeutschland. Des Weiteren beteiligten sich Einzelpersonen aus unterschiedlichen extrem rechten Organisationen wie beispielsweise der NPD, der JN und der Burschenschaft Danubia.
Seit 2007 findet das Gedenken in einem sehr kleinen Rahmen statt. Im Jahr 2008 versuchten unterschiedliche rechtsextreme Jugend- und Nachwuchsorganisationen erfolglos, an die Tradition der Annaberg-Gedenkfeiern anzuknüpfen.

## Bekannte Mitglieder
- Alois Alzheimer, Versicherungsmanager und Vorstandsvorsitzender
- Richard Arauner, SS-Oberführer und NS-Agrarfunktionär
- Eleonore Baur, persönliche Freundin Hitlers, „Fürsorgeschwester in der Reichsführung SS“
- Karl Baur, SA-Obersturmbannführer, Leiter der Fachschaft Verlag im Bund Reichsdeutscher Buchhändler (BRB) und später Leiter der Gruppe Buchhandel in der Reichsschrifttumskammer
- Kurt Benson, SS-Oberführer
- Josef Dietrich, SS-Oberstgruppenführer und Generaloberst der Waffen-SS
- Emil „Elk“ Eber, Maler
- Fritz Fischer, Historiker
- Heinrich Gattineau, Volkswirt, Chemie Vorstand, leitete die Sportkurse der Oberländer auf Burg Hoheneck[16]
- Karl Gebhardt, SS-Gruppenführer, Direktor des Klinikums Hohenlychen
- Anton Gentil, Pumpenfabrikant und Kunstsammler
- Franz Gutsmiedl, MdR
- Wilhelm Harster, SS-Brigadeführer, Befehlshaber der Sicherheitspolizei und des SD (Niederlande, Italien)
- Hans Hartwimmer (1902–1944), Mitglied der Hartwimmer-Olschewski-Gruppe
- Franz Hayler, SS-Gruppenführer
- Richard Hildebrandt, SS-Obergruppenführer, NS-Verbrecher
- Heinrich Himmler, Reichsführer SS und Chef der Deutschen Polizei
- Hans Hinkel, SS-Gruppenführer, MdR
- Ernst Horadam, SA-Obersturmbannführer
- Friedrich Gustav Jaeger, Ritterkreuzträger, hingerichteter Widerstandskämpfer des 20. Juli 1944
- Rudolf Jordan, SA-Obergruppenführer, Oberpräsident in der Provinz Magdeburg
- Max Koegel, SS-Obersturmbannführer und Kommandant der Konzentrationslager Majdanek, Ravensbrück und Flossenbürg
- Max Lebsche, Arzt, Gegner des NS-Regimes
- Emil Maurice, SS-Standartenführer
- Carl von Oberkamp, SS-Brigadeführer und Generalmajor der Waffen-SS
- Theodor Oberländer, später Bundesminister für Vertriebene, Flüchtlinge und Kriegsgeschädigte
- Hans Wilbert Petri, Oberbürgermeister von Wattenscheid, Offizier der Waffen-SS
- Emil Popp, Politiker (NSDAP), MdR
- Maximilian Freiherr du Prel, Journalist, Pressechef des Generalgouverneurs im besetzten Polen
- Bruno Radwitz (1895–1953), Oberbürgermeister von Naumburg
- Hanns Albin Rauter, SS-Obergruppenführer
- Heinz Reinefarth, SS-Gruppenführer und Generalleutnant der Waffen-SS
- Johann Rickmers, getöteter Putschist beim Hitlerputsch
- Josef Römer, Jurist, Stabsoffizier und Widerstandskämpfer
- Arnold Ruge, Hochschullehrer
- Ludwig Schmuck, SA-Gruppenführer
- Fritz von Scholz, SS-Gruppenführer und Generalleutnant der Waffen-SS
- Otto Schottenheim, Arzt, SA-Sanitärs-Brigadeführer, SS-Oberführer, Regensburger Oberbürgermeister in der NS-Zeit
- Walther Schröder, SS-Brigadeführer und Polizeipräsident in Lübeck sowie SS- und Polizeiführer in Lettland
- Hans Schweighart, Fememörder und SA-Führer
- Fridolin von Spaun, politischer Aktivist, Archivbegründer und Familienforscher
- Ernst Rüdiger Starhemberg, Politiker, Austrofaschist, späterer NS-Gegner
- Oskar Thulin, Direktor der Lutherhalle, Wittenberg
- Bodo Uhse, Schriftsteller, nach Bruch mit der NSDAP Kommunist
- Gerhard Wagner, SA-Obergruppenführer, Reichsärzteführer
- Christian Weber, Kreistagspräsident in Oberbayern
- Friedrich Weber, Reichstierärzteführer

### Zum Freikorps und Bund Oberland
- Hans Fenske: Konservativismus und Rechtsradikalismus in Bayern nach 1918. Verlag Gehlen, 1969
- Kameradschaft Freikorps und Bund Oberland: Bildchronik zur Geschichte des Freikorps und Bundes Oberland. München 1974
- Kameradschaft Freikorps und Bund Oberland (Hrsg.): Für das stolze Edelweiß. Bild- und Textband zur Geschichte von Freikorps und Bund Oberland. Zusammengestellt und bearbeitet von Peter Schuster. Brienna Verlag, Aschau 1996. ISBN 3-9803875-1-8.

### Zur Kameradschaft Freikorps und Bund Oberland
- Oliver Schröm, Andrea Röpke: Stille Hilfe für braune Kameraden. Ch. Links Verlag, Berlin 2001, ISBN 3-86153-231-X.
- Andreas Angerstorfer: Rechte Strukturen in Bayern 2005, Bayernforum der Friedrich-Ebert-Stiftung, ISBN 3-89892-416-5.